# Metro Center
Metro Center è una stazione della metropolitana di Washington, interscambio tra la linea rossa e le linee blu, arancione e argento (che su questo tratto sono sullo stesso percorso). È una delle stazioni più importanti della rete metropolitana, e la seconda più trafficata dopo Union Station, che serve l'omonima stazione ferroviaria.
Si trova sotto un'area compresa circa tra l'11° e la 13° strada (in direzione est-ovest) e F Street e H Street (in direzione nord-sud).
È stata inaugurata il 27 marzo 1976, contestualmente all'apertura del primo tratto della linea.
La stazione è servita da autobus appartenenti al sistema Metrobus (anch'esso gestito dalla WMATA) e da autobus della Maryland Transit Administration, del Loudoun County Commuter Bus e della Potomac and Rappahannock Transportation Commission.